# Spiraea densiflora
Spiraea densiflora es una especie de arbusto de montaña perteneciente a la familia de las rosáceas. Se encuentra en la costa oeste de Norteamérica desde California hasta Columbia Británica. Está adaptada al frío y la humedad de las laderas montañosas.

## Descripción
Se trata de un arbusto leñoso que rara vez alcanza un metro de altura. Tiene las hojas de color verde con dientes que se vuelven amarillas, con el clima frío. La planta tiene olores fragantes, y una inflorescencia de brillantes flores de color de rosa de en el verano. El fruto es una vaina pequeña seca.
A veces se la considera una variedad de Spiraea splendens.

## Taxonomía
Spiraea densiflora fue descrita por Nutt. ex Torr. & A. Gray y publicado en A Flora of North America: containing. .. 1(3): 414, en el año 1840.
Sinonimia
- Spiraea densiflora subsp. splendens (Baumann ex K. Koch) Abrams[4]

var. splendens (Baumann ex K.Koch) C.L.Hitchc.
- Spiraea splendens Baumann ex K. Koch[5]